# Taichung (xiàn)
Taichung is een arrondissement (Xiàn) in Taiwan.
Taichung telde in 2000 bij de volkstelling 1.510.480 inwoners op een oppervlakte van 2051 km². De stad Taichung maakt overigens geen deel uit van het arrondissement.